# モーニングショー
『モーニングショー』（英語: Morning Show）は、1964年4月1日から1993年4月2日（第1期）までは月曜日から金曜日の8:30 - 9:30（JST）、および2015年9月28日（第2期）からは月曜日から金曜日の8:00 - 9:55（JST）に、いずれもテレビ朝日系列において生放送形式で放送されたもしくはされている、ワイドショー・情報番組である。
日本で初めて放送されたワイドショー番組である。便宜上、1993年までを第1期、2015年以降を第2期とする。

## 概要

### 第1期
日本におけるワイドショーの草分けで、『TODAY』（アメリカのNBCで1952年から早朝に放送されている情報・ニュース番組）をヒントに制作されたため、日本国内のテレビ局が制作するニュースショーとしても初めて成功を収めた。
放送時間は毎週月 - 金曜日の8:30 - 9:30（JST、以下略）で、1992年までは、年末年始も休まずにレギュラー放送を続けた。
テレビ黎明期の民放テレビ局が1、2局しかない地域、一部を除くクロスネット局、テレビ朝日系列局がない地域でもネットされていた。そのため、番組オープニングではタイトル表示に続き、テレビ朝日（1977年3月まではNET）を先頭に各地のネット局の略称をテロップ表示する演出があった。また、テレビ朝日系列の新局に本番組の放映権が移行した後もテレビ朝日系列の新局の受信環境が未整備などの理由で1地域2局同時放送を実施していた地域もあった（後述）。
この第1期の開始当初はモノクロ放送だったが、1970年になると先ず元旦と翌2日が特別にカラー放送となり（正午からの『桂小金治アフタヌーンショー』も同様、3日は土曜日で番組自体がお休み）、3月23日からは毎回カラー放送となった。
音声はモノラル放送であるものの、例外として、1979年8月8日及び1980年の同日は、大阪の朝日放送から、阪神甲子園球場での「全国高等学校野球選手権大会」の開会式を番組内で生中継で放送することから、ステレオ放送を行った。尚、1979年の同日は、電電公社（当時、現・NTT）の東名阪及び北陸(金沢)回りに於いての、テレビ中継回線のステレオ化工事が完了したことで、テレビ朝日に於いての朝日放送からの初のステレオ生中継となった。

### 第2期
2015年9月28日から第2期が羽鳥慎一（フリーアナウンサー）の冠番組「羽鳥慎一モーニングショー」として復活した。放送時間は毎週月曜から金曜までの8:00 - 9:55であり、放送尺は第1期と比べ55分長い。

## 歴史

### 放送開始までの経緯
教育番組専門局として1959年2月1日に開局した日本教育テレビ（NET）では、当初からスポンサーの獲得などで苦戦を強いられていたため、当時の郵政省から放送の比率を指定されていた「教育番組」や「教養番組」の解釈を拡大しながら事実上の総合編成化を進めていた。そこで、『TODAY』をヒントに、1961年2月から主婦向けの情報番組として『東京アフタヌーン』を平日の14:00 - 14:45に関東ローカルで放送。プロデューサーの浅田孝彦は、ラジオで定着しているDJのスタイルで、総合司会に進行やいわゆる「生コマーシャル」へ臨ませるなどの新機軸を打ち出した。また、当番組の成功を受けて『アフタヌーンショー』を立ち上げた江間守一は、NETの開局直後にプロデューサーとして『○月○日』（○は放送月・放送日を示す洋数字）と称する番組を制作した。放送時間がわずか12分間というミニ番組ながら、全曜日にわたって帯番組として編成された。もっとも、当時のNETにとって死活問題であった営業面では振るわず、『東京アフタヌーン』とともに短命に終わっている。
これに対して、日本ヴィックス（アメリカのリチャードソン・ヴィックス社と伊藤忠商事の合弁会社でP&Gプレステージの母体企業の1つ）では、アメリカにおける『TODAY』の成功を踏まえて、テレビ界で当時「不毛の時間帯」の1つに数えられていた午前帯への広告の出稿を計画した。NETに対して、視聴率が極めて低かった午前中の学校放送番組の広告枠を、一括で購入することを打診した。この打診がやがて、『TODAY』をモデルに、事件・芸能ニュース・「人間蒸発」などの企画やインタビュー、歌手の生演奏などを織り込んだ単独提供番組を放送する構想に発展した。1962年に博報堂を通じて、NETおよび、当時NET系列の準基幹局だった毎日放送（MBS）に構想を持ちかけた。NETの担当者は浅田で、MBSにも構想を打診したのは、伊藤忠商事や日本ヴィックスと同じく大阪市内へ本社を構えていたことによる。
番組の開始に際しては、当時の日本のテレビ界で主流だったディレクター・システム（ディレクターが絶対的な権限を有する制作体制）に依存せず、浅田を中心とするプロデューサーが全曜日のディレクターを統括する「プロデューサー・システム」を導入した。放送するテーマや内容を制作チーム全体で共有したうえで、同じテーマや内容の企画を複数のディレクターが担当することによって、テーマや内容の柔軟な見直しが可能になった。
初代総合司会については、高橋圭三（元NHKアナウンサー）を最有力の候補に挙げていた。しかし、高橋のスケジュールの都合が付かずに断念した。そこで浅田は、総合司会を視聴者と同じ立場に置くことを想定したうえで、NHK時代の高橋の後輩に当たる木島則夫に白羽の矢を立てた。

### 1960年代・1970年代

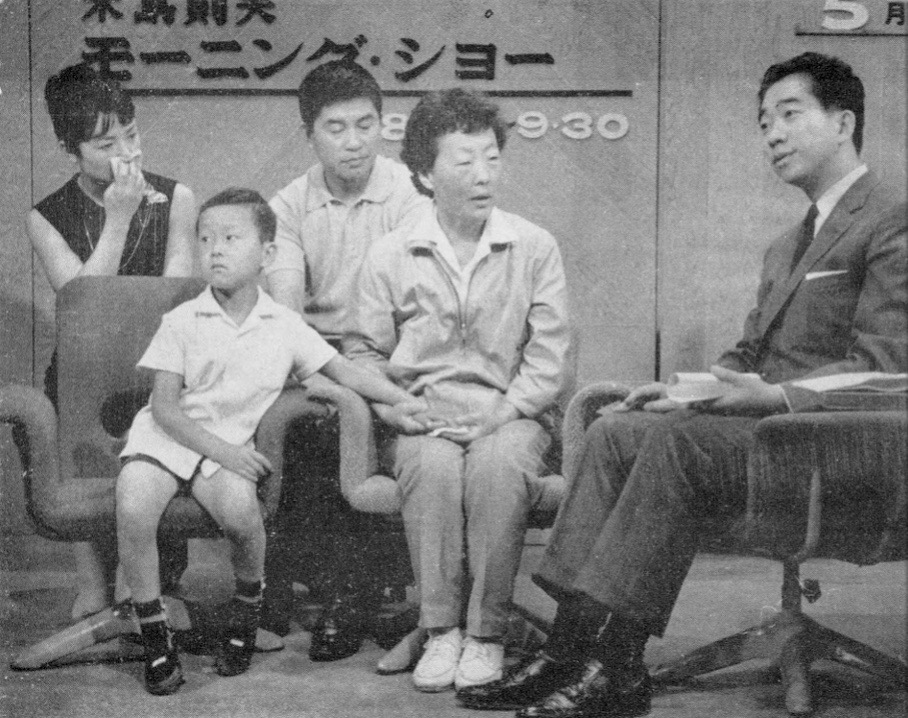
1964年5月28日放映の『木島則夫モーニングショー』。左から、サブ司会者の井上加寿子、韓国の福祉活動家の望月カズの養子、サブ司会者の栗原玲児、望月カズ、総合司会の木島則夫。木島の計らいにより、望月は番組の中で、養父の永松晃と19年ぶりに対面した。

『木島則夫モーニングショー』の番組開始当初は「8時半です。おはようございます…。早速きょうのお客様をご紹介しましょう」とゲストの紹介から始めた。
初回（1964年4月1日）はNETテレビ、北日本放送、中部日本放送（CBC）、毎日放送（MBS）の4局で放送。翌週の4月6日（月曜日）からは、中国放送でも同時ネットを開始した。しばらくは上記の5局ネット体制が続いたものの、1960年代の後半から郵政省などの方針で他の地域でも民放テレビ局の開局が相次いだことなどを背景に、徐々に放送地域を拡大していった。NET系列局の名古屋テレビが1962年に開局していた中京広域圏で、番組開始当初のネット局がTBS系列局のCBCであったのは、NETの番組区分に沿って当番組を「教育番組」とみなしたことによるとされている。ただし、CBCで放送されたのは開始から半年間で、1964年10月1日から放送権を名古屋テレビに移行している。
初代のプロデューサーに就任した浅田は、視聴率の推移から視聴者の欲求を推測し、独自のモニター調査から得られたデータも重視しながら、放送するテーマや内容の細分化（客観的・定量的な選別）に取り込むなど、内容の見直しの高速化を図った。このような手法でディレクターと内容を分離させたことによって、番組は順調なスタートを切った。しかし、1965年9月の人事異動で浅田が（同年4月に始まった『アフタヌーンショー』を含む）「教養番組」全般を統括する職務に就いたことを境に、番組の制作体制を一新した。「5人のディレクターが曜日ごとに責任を持って一般番組と同じように制作する」という縦割り体制の導入によって、ディレクターと内容の分離が維持されなくなったことから、長期にわたる視聴率の低迷を招いた。さらに、企画や娯楽以上にニュースを求める声が視聴者から年々強まったことから、木島は疲労を理由に1968年3月限りで降板した。翌4月から長谷川肇（高橋・木島と同じくNHK出身のアナウンサー）を第2代総合司会に起用したが、1年でNETアナウンサーの奈良和に交代した。奈良は7年半にわたって総合司会を務めた。1976年10月からは「あなたもテレビのキャスターになれる」という一般公募のコンテストで採用された竹中陽一が第4代の司会者に就任した。報道カメラマンやタクシー運転手という経歴を持つ竹中の人生経験が番組に生かされることが期待されたが、「喋らない司会者」と評判になったことでNET側は1977年3月末までの6ヶ月契約を更新しないと1月に通告した。これに対して竹中の妻が番組の内情を明かす手紙を新聞社に送ったために、NET側は契約満了となる3月末を待たずに3月11日で竹中を降板させ、当分はアシスタントの溝口泰男と植木まり子が司会を務めることになった。竹中は1977年3月18日に裏番組であるフジテレビの『小川宏ショー』にゲスト出演（初代司会の木島と共演した）。奈良の総合司会時代からサブ司会を務めていた後輩アナウンサーの溝口泰男を、1977年5月から正式に第5代総合司会へ起用したことを機に、ようやく巻き返した。
なお、番組開始当初からのネット局だったMBSは、1975年3月31日（月曜日）の近畿広域圏におけるネットチェンジによってNET系列からTBS系列へ移行した。このネットチェンジによって、TBS系列局だった朝日放送（ABC）がMBSと入れ替わる格好でNET系列へ加わったため、同日放送分からはABCが近畿広域圏向けの同時ネットを担った。
長谷川肇時代から江森陽弘時代までは一般視聴者（主に主婦）にも開放し、司会者の立ち位置（または司会者席）の後ろが観客席となっていた。
1970年代後半には青少年の自殺などが社会問題化していたことを受けて、当時教育、心理などの分野で活動していた坂東義教による「子育て講座」も織り込まれるなど、人気コーナーもあったが、坂東は著書『坂東先生の教育講座』を執筆直後の1978年11月に死去し、コーナーも自然消滅となった。
1979年4月には、同年3月まで香川県のみを放送エリアにしていた瀬戸内海放送が岡山・香川の電波相互乗り入れに伴い岡山県での放送を開始し47全都道府県での放送となった。しかし同年12月に、当時日本テレビ系列とテレビ朝日系列のクロスネット局だったテレビ岩手が当番組を打ち切ったことで、1980年1月1日からは9か月ぶりに47全都道府県での放送ではなくなった。

### 1980年代・1990年代
1981年4月に当時フジテレビ系列・テレビ朝日系列とのクロスネット局である新潟総合テレビが、新潟放送から移行を受ける形でメイン系列の番組であった『小川宏ショー』を打ち切って当番組のネットを開始した（1983年10月の新潟テレビ21開局まで）。
1983年4月には総合司会が溝口泰男（サブ、メインを含め14年間出演。歴代の最長寿レギュラー）から、江森陽弘へバトンタッチした。江森が総合司会に就任した2年半後の1985年10月には『アフタヌーンショー』の「やらせリンチ事件」が発覚し、本番組も同事件が引き金（トリガー）となって信頼失墜に陥る。
1986年10月に総合司会が江森から、元フジテレビアナウンサーの美里美寿々に、サブ司会も1980年4月から6年半務めてきた柴田美保子、八波一起から高井正憲（当時テレビ朝日アナウンサー）に交代するという総合司会の総入れ替えを実施した。硬派路線に舵を切ったが、芸能情報を扱わない番組内容が不評となり、視聴率（ビデオリサーチ調べ、関東地区・世帯・リアルタイム）で苦しむこととなると同時に、本番組終了まで総合司会が1、2年で交代する等低迷してしまう。1987年1月には、サブ司会を3か月で高井から寺崎貴司に交代した。
同年10月には、総合司会が美里美寿々から武見敬三に交代。芸能情報を復活させたものの美里時代と状況は変わらず、月 - 金曜正午枠と合わせてテレビ朝日系ワイドショー全体が更に低迷してしまう事になる。この事態を受けて、武見に総合司会が交代した半年後の1988年4月にはテレビ朝日制作ワイドショーを本番組に集約したり、同年10月には1年で内田忠男が総合司会に交代すると同時に八波をサブ司会に復帰させる等のテコ入れを図る。
内田が総合司会に就任した1年後の1989年9月29日には日本海テレビが本番組を打ち切った事により1地域2局同時放送の地域は無くなった。
1991年4月のリニューアルでは、当初は総合司会を内田から当時テレビ朝日と専属契約を結び、昼の番組『ホットライン110番』に出演していた小島一慶（元TBSアナウンサー）を総合司会に登用して立て直しを図ろうとしたが、小島が不倫騒動を起こしたため、テレビ朝日側はその登用予定を急遽中止した上で同番組終了と同時に小島との専属契約を解除し、総合司会を渡辺宜嗣(当時テレビ朝日アナウンサー）に急遽変更した。同時にサブ司会が篠田潤子（当時テレビ朝日アナウンサー）からロザンナにバトンタッチした。八波一起は最終回まで出演した。
内田から渡辺時代になると、テレビ朝日系新局開局による本番組の放映権移行で、放映権移行が行われた地域では旧ネット局の番組である『ルックルックこんにちは』・『モーニングEye』に苦戦する様になり、長年続けてきた正月3が日の放送も日本テレビ『新春スポーツスペシャル箱根駅伝』や、日本テレビ・フジテレビの元旦特番に視聴率（ビデオリサーチ調べ、関東地区・世帯・リアルタイム）で敗れるようになったため、1992年をもって正月3が日の放送を終了した様に本番組の苦戦傾向がさらに加速した。更に同年9月の朝日放送『素敵にドキュメント』のやらせ発覚によるテレビ朝日系列の更なる信頼失墜も止めを刺す形となり、1993年4月2日に第1期としては終了し、29年間の歴史に一旦幕を下ろした。同年4月5日からの当該枠は放送開始時間を8:00に前倒しし、9:55まで放送時間を拡大した『スーパーモーニング』となった。
また、テレビ朝日系列では『モーニングショー』終了と同時に月 - 金曜並びに土曜日のワイドショーの改編を実施し、これにともない『海江田万里のパワフルサタデー』が本番組終了の6日前に終了した。さらに月 - 金曜正午枠の『人間探検!もっと知りたい!!』も本番組と同日に終了したが、月 - 金曜正午枠のテレビ朝日系列外局への時差ネットも本番組終了の前日・前々日に廃止されたため、テレビ朝日系列外局で放送されるテレビ朝日制作ワイドショーは『スーパーモーニング』のみとなった。
宮尾すすむがリポーターを務めた「宮尾すすむのああ日本の社長」は『スーパーモーニング』になってからも1999年8月まで続いた。

### 2010年代・2020年代
2015年9月28日に、同年9月25日で終了した『モーニングバード』（『スーパーモーニング』の後継番組）の総合司会・羽鳥慎一（元日本テレビアナウンサー）をそのまま本番組11代目の総合司会に起用し、『羽鳥慎一モーニングショー』（月 - 金曜8時）として22年半ぶりに復活した。アシスタントは当時テレビ朝日アナウンサーの宇賀なつみ（テレビ朝日と大多数の系列局で前時間に放送の『グッド!モーニング』から移動）。『モーニングバード』の路線を引き継ぎ、コメンテーターは石原良純、高木美保、長嶋一茂、島谷ひとみらが『モーニングバード』から引き続き日替わりで出演する。玉川徹も続投するが、毎日出演することとなった。
なお、2015年7月29日にスポーツ新聞において、『モーニングバード』で羽鳥と共に総合司会を務めていた赤江珠緒の降板が報じられ、宇賀を後任に起用する形で『モーニングバード』を継続すると報道されていた。
同局としては「いま何が起きているかにこだわり、人間ドラマを見せるのがワイドショー。その原点に立ち返りたい」「羽鳥慎一という“人の心”を第一に考えてニュースを捉えるキャスターで、新たなワイドショーに挑戦したい」と語り、『モーニングバード』のリニューアルではなく歴史ある番組名を冠した新しい番組であることを示唆している。
2018年から2021年の『徹子の部屋』の年間最終ゲストとして羽鳥と玉川が揃って出演していた。2019年はドラマ『Doctor-X』にゲスト出演した当時のエピソードを語った（前半では役柄の衣装で出演し、後半でスーツに着替えた）。
2019年4月1日よりリアルタイム字幕放送をレギュラー実施した。
2017年10月2日より、テレビ朝日が筆頭株主であるAbemaTV（AbemaNEWSチャンネル）への配信を開始した（後述）。
なお、第2期の開始からアシスタントを担当してきた宇賀は、テレビ朝日からの退職（2019年3月31日）を前に同月29日（金曜日）放送分で卒業した。4月1日（月曜日）からは、元乃木坂46の斎藤ちはる（同日付でアナウンサーとして同局へ入社）をアシスタントに抜擢した。
2020年4月に日本政府が新型コロナウイルスに関する緊急事態宣言を発するのに前後し、コメンテーターは段階的にスタジオ出演ではなくモニター越し（ワイド!スクランブルと同様に、テレビ朝日が用意した別室か、自宅や事務所等出演者本人が用意した部屋から出演する形式）での出演に移行したが、4月13日から6月26日まで、MCの羽鳥と斎藤、白鷗大学教授の岡田晴恵の3人を除くすべてのコメンテーターはモニター越しでの出演となったが、6月29日から、ほぼ通常の体制に戻った（6月26日にコメンテーターがスタジオ出演に戻ることが羽鳥から発表された）。
その後、2020年6月20日に宣言が解除されたことを受け、翌21日より通常の体制に戻った。また、同日よりソーシャルディスタンスの一環で机が拡張され、これにより、出演者の間隔もより拡げられることとなった。
2021年1月7日に首都圏1都3県に新型コロナウイルスに関する緊急事態宣言が再発出された事を受け、8日からはコメンテーターがモニター越しでの出演に変更された。その後、同年3月21日に宣言が解除され、翌日の22日からは通常の体制に戻った。その際、アクリルボードの強化、高性能空気清浄機の設置を伝え、より一層新型コロナウイルス予防に取り組んでいると伝えた。しかし、4月25日に再度緊急事態宣言が発令されたことを受け、翌26日からは再びコメンテーターはモニター越しでの出演に変更されたが、このスタイルはその後も繰り返し、2022年3月21日の新型コロナウイルスに関する蔓延防止等重点処置解除まで続いた。
2024年10月1日よりTVerにて見逃し配信が開始された。当日の配信ではなく、数日前の「羽鳥パネル」が配信された。

## 視聴率
視聴率はいずれも第2期時代で、ビデオリサーチ調べ、関東地区・世帯・リアルタイムのもの。
開始当初は6%程度で推移し、時間帯順位は民放2位を記録することもあった。2016年9月第3週では平均7.7%を記録、初めて週間を通じて時間帯民放1位となった。同年11月では平均8.1%を記録、初めて月間を通じて時間帯民放1位となった。以後も民放視聴率月間首位を保持している（2017年4月ではフジテレビ『情報プレゼンター とくダネ!』と同率首位）。2016年度では初めて時間帯民放年度1位を記録、翌2017年度も1位を獲得。2017年4月第1週では『とくダネ!』に視聴率首位の座を再び譲った。2017年10月前半では、日本テレビ『スッキリ』がリニューアルし、『とくダネ!』を抜く日も出てきたが、本番組を抜くことはできなかった。2017年には初めて年間民放1位を記録。翌2018年以降も年間民放1位となっている。
さらに2018年4・5月には、それまで時間帯1位を記録していたNHK総合テレビ『あさイチ』を抜き去り、時間帯1位を獲得。しかし、同年6月から2020年上期頃は再び『あさイチ』に時間帯1位を譲っていた。
2019年2月4日 - 8日には全て2桁視聴率を記録。
2020年1月から一時期、『スッキリ』に民放1位を譲ることもあった。
2020年中期以降、『あさイチ』を抜いて再び時間帯1位を記録するケースが増える。2020年11月以降はビデオリサーチの週間高世帯視聴率番組で『あさイチ』が10%を大きく超えており、時間帯1位を本番組と分け合っている。同年、初めて『あさイチ』を抜いて時間帯年間1位を記録した。
しかし、年齢・世代別での視聴率調査では苦戦している放送日も発生しており、2021年9月13日放送分ではF1層（女性の20歳から34歳を指す）においての視聴率が韓国ドラマを放送しているテレビ東京を含め、在京民放5局の中で最下位となっている。
2025年4月以降、民放1位は維持しつつも下降傾向にあり、同年5月28日には『あさイチ』に時間帯1位を譲った。以後も『あさイチ』に時間帯1位を譲ることも多い。

## 出演者

### 総合司会
キャスター
- 羽鳥慎一

アシスタント
- 松岡朱里（テレビ朝日アナウンサー）[注 20][58]

### レギュラーコメンテーター
- 玉川徹（2023年7月31日まではテレビ朝日報道局員[注 21][注 22]）

### コメンテーター
2022年11月以降。
月曜日
- 石原良純（気象予報士・俳優）
- 山口真由（弁護士・信州大学特任准教授）[注 23]

火曜日
- 菊間千乃（弁護士・元フジテレビアナウンサー・フリーアナウンサー）

水曜日
- 浜田敬子（ジャーナリスト）
- 安部敏樹（リディラバ代表）[注 24]

木曜日
- 石山アンジュ（シェアリングエコノミー活動家）[注 25]
- 結城東輝（弁護士）

金曜日
- 長嶋一茂（タレント）
- 廣津留すみれ（バイオリニスト・起業家）[注 25]

### コーナーレギュラー
- 板倉朋希[注 26][注 27]（テレビ朝日アナウンサー：ショーアップ月・火曜日担当）
- 草薙和輝（テレビ朝日アナウンサー：ショーアップ水〜金曜日担当）
- 玉川徹（そもそも総研・2022年9月まで、玉川取材担当・2022年11月17日 - ）
- 片岡信和（気象予報士・「かたおか天気ショー」担当・2020年3月30日 - ）

### リポーター
- 齋藤寿幸
- 中谷隆宏
- 岡安弥生
- 黒宮千香子
- 原元美紀
- みといせい子
- 山崎寛代
- 松田朋子
- 福田由香

2022年10月現在、上記のリポーター（主に齋藤、中谷、岡安、松田）が取材したVTRが『スーパーJチャンネル』（主に17時台）でも放送されている。

### ナレーター
- コーイチ・2015年9月28日 - 2024年3月29日
- 小林将大・2024年4月1日 -
- 四本木典子・2015年9月28日 -
- 長島弘樹・2025年4月1日 -

### 過去の出演者

#### 歴代総合司会
総合司会の名前を被せた冠番組『○○モーニングショー』と称した時期の司会者の名前は、太字で表記。

○印は放送当時、NETテレビ・テレビ朝日所属のアナウンサー。
| 期間 | 期間       | 総合司会                                         | サブ司会                                         | サブ司会                                                         |
| 第1期 | 第1期      | 第1期                                            | 第1期                                            | 第1期                                                            |
| --- | ---------- | ------------------------------------------------ | ------------------------------------------------ | ---------------------------------------------------------------- |
| 1964.4.1 | 1968.3.29  | 木島則夫〇1                                      | 栗原玲児2 ↓ マイク眞木 ↓ 小椋克己3               | 井上加寿子                                                       |
| 1968.4.1 | 1969.3.31  | 長谷川肇                                         | ばばこういち                                     | 下重暁子                                                         |
| 1969.4.1 | 1976.10.15 | 奈良和○                                          | 溝口泰男                                         | 菊池敏恵 ↓ 鈴木弘子4 ↓ 若林善子 ↓ 高木洋子 ↓ 片岡彰子 ↓ 渡辺直子 |
| 1976.10.18 | 1977.3.11  | 竹中陽一5                                        | 溝口泰男                                         | 植木まり子                                                       |
| 1977.3.14 | 1977.4.29  | （溝口泰男、植木まり子を中心とする複数司会体制） | （溝口泰男、植木まり子を中心とする複数司会体制） | （溝口泰男、植木まり子を中心とする複数司会体制）                 |
| 1977.5.2 | 1980.3     | 溝口泰男                                         | 井村千鶴子                                       | 荒木憲                                                           |
| 1980.4 | 1983.3.31  | 溝口泰男                                         | 柴田美保子7                                      | 八波一起7                                                        |
| 1983.4.1 | 1986.9.30  | 江森陽弘6                                        | 柴田美保子7                                      | 八波一起7                                                        |
| 1986.10.1 | 1986.12    | 美里美寿々1・8                                   | 高井正憲○                                        | 高井正憲○                                                        |
| 1987.1 | 1987.10.2  | 美里美寿々1・8                                   | 寺崎貴司○                                        | 寺崎貴司○                                                        |
| 1987.10.5 | 1988.10.7  | 武見敬三                                         | 飯干恵子9                                        | 藤井暁○                                                          |
| 1988.10.10 | 1990.3.30  | 内田忠男                                         | 横山悦子10                                       | 八波一起                                                         |
| 1990.4.2 | 1991.3.29  | 内田忠男                                         | 篠田潤子○                                        | 八波一起                                                         |
| 1991.4.1 | 1993.4.2   | 渡辺宜嗣○                                        | ロザンナ                                         | 八波一起                                                         |
| 第2期 |            |                                                  |                                                  |                                                                  |
| 2015.9.28 | 2019.3.29  | 羽鳥慎一                                         | 宇賀なつみ○                                      | 宇賀なつみ○                                                      |
| 2019.4.1 | 2022.4.1   | 羽鳥慎一                                         | 斎藤ちはる○                                      | 斎藤ちはる○                                                      |
| 2022.4.4 | 2024.3.29  | 羽鳥慎一                                         | 森山みなみ○                                      | 森山みなみ○                                                      |
| 2024.4.1 | 現在       | 羽鳥慎一                                         | 松岡朱里○                                        | 松岡朱里○                                                        |
| - 1 木島、美里は局契約（嘱託アナウンサー）として出演 - 2 料理研究家・栗原はるみの夫。 - 3 高知放送所属のアナウンサー（当時）。同局からの出向扱いで番組に出演。 - 4 産休により降板。 - 5 一般公募による起用（前歴は日本経済新聞社所属のカメラマン→タクシードライバー）。3か月で降板。 - 6 当時は朝日新聞社記者。 - 7 1983年4月からは柴田・八波に加えて、保坂正紀（当時テレビ朝日アナウンサー）もサブ司会に加わっていた。 - 8 田丸美寿々の旧名。 - 9 飯星景子の旧名。 - 10 静岡県民放送（現：静岡朝日テレビ）所属のアナウンサー（当時）。同局からの出向扱いで番組に出演。 |            |                                                  |                                                  |                                                                  |

#### その他
第2期
- 住田裕子（弁護士：月曜日コメンテーター）[注 28]
- ふたむらちづこ（気象予報士：「ふた天」担当）・2015年10月 - 2017年3月31日[注 29]
- 河波貴大（気象予報士：「かわなみ天気ショー」担当）・2017年4月3日 - 2020年3月27日[注 30]
- 飯村真一（テレビ朝日アナウンサー：リポーター）・2015年10月 - 2016年9月[注 31]
- 山木翔遥 （テレビ朝日アナウンサー: リポーター）・2015年10月 - 2019年9月
- 野上慎平（テレビ朝日アナウンサー：コーナー担当）・2015年9月28日 - 2024年3月29日[注 32]
- 島谷ひとみ（歌手：ワンダふるさと担当）[注 33]
- 菅野朋子（弁護士：火曜日コメンテーター）[注 34]
- 青木理（ジャーナリスト：火曜日コメンテーター）[注 35]
- 高木美保（女優：木曜日コメンテーター）[注 36]
- 吉永みち子（ノンフィクションライター：金曜日コメンテーター）[注 37]

### 備考
- タイトルとしては初代から6代目、および9代目の内田、11代目の羽鳥については、司会者の名前を被せた冠番組『○○モーニングショー』としている（例：木島則夫モーニングショー、木島モーニングショー）。
- 10代目の司会者を務めた渡辺宜嗣は、『スーパーモーニング』でも司会を担当した（2002年10月から2007年3月まで）。
- 第1期最後のサブ司会者であった八波は本番組終了後、東日本放送『TVイーハトーブ』の総合司会に起用された。
- 第2期：羽鳥、宇賀のどちらかが不在の日は、どちらかが1人で番組進行を担当することがあった。
- 第2期：火曜日コメンテーターの菅野朋子の番組卒業後は、2021年1月5日より3月23日まで毎週火曜日にゲストコメンテーター（女性）1人を配置していた[注 38]。
- 第2期：レギュラーコメンテーターの玉川徹の番組降板後は、10月25日より毎週火曜日にゲストコメンテーター（男性）1人を配置していた[注 39]。

## コーナー
- ペット（主に犬・猫）の可愛い仕草の映像 - オープニングに続けて。SNSでバズっている物を紹介する。
- トップニュース - 主にSNSなどから入手した衝撃ニュースを扱う。
- 羽鳥パネル
- ショーアップ
- 曜日別レギュラーコーナー（但し、トップニュース、羽鳥パネルやショーアップのコーナーが押した場合、あるいは臨時ニュースなどが入った場合は、放送時間の都合上で、または、レギュラーコーナーの収録スケジュールの都合上の場合はそれぞれ休止になる場合がある） - 2020年度より長期的なコロナ禍の影響により事実上、ショーアップと後述する曜日別レギュラーコーナーが廃止となった。
- ふた天→かわなみ天気ショー→かたおか天気ショー（天気予報コーナー） - コーナーのタイトルには、出演する気象予報士の苗字（二村→川浪→片岡）を代々入れている。「かたおか〜」開始後は天気に続いて10秒ストレッチをすることが恒例で、この部分はYouTubeショート動画になったり、本として発売もされている（集中豪雨や台風などの気象解説のみとなる場合もある）
- 羽鳥のニュースもう1本
- エンディング（主に翌日の（木曜は翌日今週最後の金曜・年末の週の年内最後の直前の回（基本的に12月28日）は翌日年内最後の回（基本的に12月29日）・金曜は来週の月曜・月末の週の金曜は来週・来月の月曜・年内最後の回（基本的に12月29日）は来年1月1日の『羽鳥慎一モーニングショー 新春特大スペシャル』と題し、6:00 - 11:45に大幅枠大した元日スペシャルの放送予告。なお、進行状況によっては天気予報コーナーの続きを行ったり臨時ニュースがあった場合は臨時ニュースの続報を流したりする。臨時ニュース以外の時はお天気カメラを流して終了する。キャスター最後の回では最後の挨拶の一言言いながら番組を終了する。）
- 曜日別企画（2022年4月より廃止）
  - 良純未来図[注 40]（月曜）- 人生を豊かにする趣味・生きがいを提案するコーナーで、石原良純がコメンテーター兼務で担当。
  - 聞きトリ（火曜） - 前身番組『モーニングバード』から継承したコーナーで、コーナー名の「トリ」は羽鳥の苗字に由来。
  - 継ぐ女神（水曜）- 伝統を守りながら、次の世代へ引き継ぐべく奮闘する輝く女性への密着取材コーナーで、第2期から放送。第1期で放送されていた「宮尾すすむのああ日本の社長」のプロットとコンセプトを受け継いでいる[注 41]が、サブ司会を務めるテレビ朝日の女性アナウンサー（宇賀→斎藤）が取材を担当する。
  - そもそも総研（木曜） - 玉川によるニュース解説企画で、『モーニングバード』から継続していたが先述の通り、2022年10月の玉川の番組降板によりそのまま廃止となった。
  - 助っ人にゆき〜の（金曜）‐ 「ゆき〜の」（テレビ朝日アナウンサーの山本雪乃）が、番組宛てに困りごとを寄せた視聴者の下へ「助っ人」として手伝いに行った模様を紹介するロケコーナー。

## スタッフ
- ニュースデスク：村野俊（テレビ朝日報道局ニュースセンター）
- プロデューサー：渡辺実、水野篤（共にテレビ朝日）
- チーフプロデューサー：小川覚司（テレビ朝日）
- 制作協力：テレビ朝日映像（羽鳥慎一分のみ、第1期は制作には大きく関わっていない）
- 制作：テレビ朝日報道局情報番組センター
- 制作・著作：テレビ朝日

## テーマ曲
| 期間       | 期間      | 歌手名・曲名                                                            |
| ---------- | --------- | ----------------------------------------------------------------------- |
| 1964.4.1   | 1969.3.31 | 本番組独自のオリジナルテーマ曲を使用                                    |
| 1969.4.1   | 1985.3.29 | 本番組独自のオリジナルテーマ曲を使用                                    |
| 1985.4.1   | 1986.9.30 | チャーリー・リッチ『I Feel Love（『ベンジー』のテーマ）』               |
| 1986.10.1  | 1988.10.7 | 本番組独自のオリジナルテーマ曲を使用                                    |
| 1988.10.10 | 1991.3.29 | 本番組独自のオリジナルテーマ曲を使用                                    |
| 1991.4.1   | 1993.4.2  | 本番組独自のオリジナルテーマ曲を使用                                    |
| 1993.4.5   | 2015.9.25 | （『スーパーモーニング』→『モーニングバード』放送に伴い、一旦打ち切り） |
| 2015.9.28  | 2021.3.26 | 葉加瀬太郎『Morning Show』                                              |
| 2021.3.29  | 現在      | milet『Wake Me Up』                                                     |

## ネット局

### 第2期（2015年9月28日から）
| 放送対象地域   | 放送局                       | 系列           | 放送時間                | 備考       |
| -------------- | ---------------------------- | -------------- | ----------------------- | ---------- |
| 関東広域圏     | テレビ朝日（EX）             | テレビ朝日系列 | 月曜 - 金曜 8:00 - 9:55 | 【制作局】 |
| 北海道         | 北海道テレビ（HTB）          | テレビ朝日系列 | 月曜 - 金曜 8:00 - 9:55 |            |
| 青森県         | 青森朝日放送（ABA）          | テレビ朝日系列 | 月曜 - 金曜 8:00 - 9:55 |            |
| 岩手県         | 岩手朝日テレビ（IAT）        | テレビ朝日系列 | 月曜 - 金曜 8:00 - 9:55 |            |
| 宮城県         | 東日本放送（khb）            | テレビ朝日系列 | 月曜 - 金曜 8:00 - 9:55 |            |
| 秋田県         | 秋田朝日放送（AAB）          | テレビ朝日系列 | 月曜 - 金曜 8:00 - 9:55 |            |
| 山形県         | 山形テレビ（YTS）            | テレビ朝日系列 | 月曜 - 金曜 8:00 - 9:55 |            |
| 福島県         | 福島放送（KFB）              | テレビ朝日系列 | 月曜 - 金曜 8:00 - 9:55 |            |
| 新潟県         | 新潟テレビ21（UX）           | テレビ朝日系列 | 月曜 - 金曜 8:00 - 9:55 |            |
| 長野県         | 長野朝日放送（abn）          | テレビ朝日系列 | 月曜 - 金曜 8:00 - 9:55 |            |
| 静岡県         | 静岡朝日テレビ（SATV）       | テレビ朝日系列 | 月曜 - 金曜 8:00 - 9:55 |            |
| 石川県         | 北陸朝日放送（HAB）          | テレビ朝日系列 | 月曜 - 金曜 8:00 - 9:55 |            |
| 中京広域圏     | 名古屋テレビ（メ〜テレ/NBN） | テレビ朝日系列 | 月曜 - 金曜 8:00 - 9:55 |            |
| 近畿広域圏     | 朝日放送テレビ（ABC TV）     | テレビ朝日系列 | 月曜 - 金曜 8:00 - 9:55 | [ 注 43 ]  |
| 広島県         | 広島ホームテレビ（HOME）     | テレビ朝日系列 | 月曜 - 金曜 8:00 - 9:55 | [ 注 44 ]  |
| 山口県         | 山口朝日放送（yab）          | テレビ朝日系列 | 月曜 - 金曜 8:00 - 9:55 |            |
| 香川県・岡山県 | 瀬戸内海放送（KSB）          | テレビ朝日系列 | 月曜 - 金曜 8:00 - 9:55 |            |
| 愛媛県         | 愛媛朝日テレビ（eat）        | テレビ朝日系列 | 月曜 - 金曜 8:00 - 9:55 |            |
| 福岡県         | 九州朝日放送（KBC）          | テレビ朝日系列 | 月曜 - 金曜 8:00 - 9:55 |            |
| 長崎県         | 長崎文化放送（ncc）          | テレビ朝日系列 | 月曜 - 金曜 8:00 - 9:55 |            |
| 熊本県         | 熊本朝日放送（KAB）          | テレビ朝日系列 | 月曜 - 金曜 8:00 - 9:55 |            |
| 大分県         | 大分朝日放送（OAB）          | テレビ朝日系列 | 月曜 - 金曜 8:00 - 9:55 |            |
| 鹿児島県       | 鹿児島放送（KKB）            | テレビ朝日系列 | 月曜 - 金曜 8:00 - 9:55 |            |
| 沖縄県         | 琉球朝日放送（QAB）          | テレビ朝日系列 | 月曜 - 金曜 8:00 - 9:55 |            |
| 福井県         | 福井放送（FBC）              | 日本テレビ系列 | 月曜 - 金曜 8:00 - 9:55 |            |

- ネット局のうち、後述の4局を除くANN系列フルネット全局は『グッド!モーニング』、朝日放送テレビは『おはよう朝日です』、メ〜テレは『ドデスカ!』、北海道テレビは『イチモニ!』、九州朝日放送は『アサデス。KBC』からそれぞれステブレレスで接続する。一方、福井放送は7:55に日本テレビの『ZIP!』を飛び降り後、『ZIP!ふくい』として県内ニュース・天気予報を放送した後にステブレCMを挟んで接続している。
- 福井放送は、本番組に関しても『モーニングショー（第1期）』以来当該枠を引き続きネットしている。なお、スポーツ中継などで本番組が休止または時間の短縮が行われる場合、差し替え番組が用意されることがある（福井放送独自で番組編成をする場合もある）。逆に、福井放送は日本テレビ系列フルネット局とほぼ同等の扱いを受けている関係上、日本テレビ側でオリンピックなどの国際的なスポーツ中継や『NNN報道特別番組』といった系列ネットが義務付けられる特別番組が放送される場合は本番組を臨時非ネットとする。
- テレビ宮崎は、クロスネットの関係で、フジテレビ系列の『サン!シャイン』(8:14 - 9:50)をネットしているため、通常時はANN加盟局では唯一非ネットとしていて、宮崎県内における取材協力のみで本番組に関わっている。ただ、本番組が10:25まで拡大とする際、9:55 - 10:25に報道特番扱いで放送される『拡大SP』のみネットする場合がある[注 46]。
- ネット局では時刻表示を行っているが、番組送出ではなく各局別の送出となっており、テレビ朝日と一部ネット局ではお天気ループも送出している。
- 毎年7月後半、一部のANN系列フルネット局では高校野球地方大会中継に伴い当番組をネット返上とする場合がある[注 47]。

ネット配信
- AbemaNews…2017年10月2日から2019年3月29日まで、月曜 - 金曜 10:30 - 12:00にテレビ朝日系列にて放送されたものを同日時差ネットしていた（ただし、一部内容がカットされていた）[71][注 48]。
- TVer…2024年10月1日より「羽鳥パネル」が見逃し配信が開始された。すべて配信されるわけでなく、数日前の「羽鳥パネル」が配信されている[72]。

#### 過去のネット局
| 放送対象地域 | 放送局          | 系列           | 放送時間                | 備考                            |
| ------------ | --------------- | -------------- | ----------------------- | ------------------------------- |
| 山梨県       | 山梨放送（YBS） | 日本テレビ系列 | 月曜 - 金曜 8:00 - 9:55 | 2023年3月31日をもって打ち切り。 |

### 第1期（放送開始から1993年4月2日まで）
放送局名と略称と系列は放送当時のもの。
- 太字のネット局は1993年4月2日まで放送し、後継番組『スーパーモーニング』→『モーニングバード』を最終回までネットした放送局。

| 放送対象地域           | 放送局                                | 系列                          | 放送時間                | 備考 |
| ---------------------- | ------------------------------------- | ----------------------------- | ----------------------- | --- |
| 関東広域圏             | NETテレビ（NET）→ テレビ朝日（ANB）〇 | テレビ朝日系列                | 月曜 - 金曜 8:30 - 9:30 | 【制作局】 （1977年3月31日までNETテレビ） |
| 北海道                 | 北海道放送（HBC）                     | TBS系列                       | 月曜 - 金曜 8:30 - 9:30 | 開始時期不明。北海道テレビの開局後である、1969年3月28日まで |
| 北海道                 | 北海道テレビ（HTB）                   | テレビ朝日系列                | 月曜 - 金曜 8:30 - 9:30 | 1969年3月31日から |
| 青森県                 | 青森放送（RAB）                       | 日本テレビ系列 テレビ朝日系列 | 月曜 - 金曜 8:30 - 9:30 | 青森放送①：1966年1月6日 - 1973年3月 青森テレビ：1971年4月1日 - 1975年3月28日 青森放送②：1975年3月31日 - 1991年9月30日（ANN加盟に伴う） （1971年4月1日 - 1973年3月、2局同時放送）      |
| 青森県                 | 青森テレビ（ATV）                     | NETテレビ系列 TBS系列         | 月曜 - 金曜 8:30 - 9:30 | 青森放送①：1966年1月6日 - 1973年3月 青森テレビ：1971年4月1日 - 1975年3月28日 青森放送②：1975年3月31日 - 1991年9月30日（ANN加盟に伴う） （1971年4月1日 - 1973年3月、2局同時放送）      |
| 青森県                 | 青森朝日放送（ABA）                   | テレビ朝日系列                | 月曜 - 金曜 8:30 - 9:30 | 1991年10月1日開局当日から |
| 岩手県                 | 岩手放送（IBC） （現・IBC岩手放送）   | TBS系列                       | 月曜 - 金曜 8:30 - 9:30 | 開始時期不明 - 1969年11月28日まで |
| 岩手県                 | テレビ岩手（TVI）                     | 日本テレビ系列 テレビ朝日系列 | 月曜 - 金曜 8:30 - 9:30 | 1969年12月1日開局当日 - 1979年12月31日 |
| 宮城県                 | 仙台放送（OX）                        | フジテレビ系列 日本テレビ系列 | 月曜 - 金曜 8:30 - 9:30 | 開始時期不明 - 1965年3月 |
| 宮城県                 | 東北放送（TBC）                       | TBS系列                       | 月曜 - 金曜 8:30 - 9:30 | 1965年4月 -不明 『おはよう・にっぽん』（TBS）を同時ネットしていた1968年9月までは録画時差ネットで放送 ミヤギテレビ開局後もしばらく2局同時放送                                          |
| 宮城県                 | ミヤギテレビ（mm34）                  | 日本テレビ系列                | 月曜 - 金曜 8:30 - 9:30 | ミヤギテレビ：1970年10月1日開局当日 - 1975年12月 （ミヤギテレビは1975年9月まではNETテレビ系列とのクロスネット局） 東日本放送：1975年10月開局より。 （1975年10月 - 12月、2局同時放送） |
| 宮城県                 | 東日本放送（KHB）                     | テレビ朝日系列                | 月曜 - 金曜 8:30 - 9:30 | |
| 秋田県                 | 秋田放送（ABS）                       | 日本テレビ系列                | 月曜 - 金曜 8:30 - 9:30 | 1965年10月1日 - 1992年9月30日まで |
| 秋田県                 | 秋田朝日放送（AAB）                   | テレビ朝日系列                | 月曜 - 金曜 8:30 - 9:30 | 1992年10月1日開局当日から |
| 山形県                 | 山形放送（YBC）                       | 日本テレビ系列 テレビ朝日系列 | 月曜 - 金曜 8:30 - 9:30 | 1965年10月 - 1993年3月31日 （1980年4月からクロスネット局） |
| 山形県                 | 山形テレビ（YTS）                     | テレビ朝日系列                | 月曜 - 金曜 8:30 - 9:30 | 1993年4月1日・4月2日のみ放送 1993年4月1日のフジテレビ系列からテレビ朝日系列へのネットチェンジによる                                                                                   |
| 福島県                 | 福島テレビ（FTV）                     | オープンネット局              | 月曜 - 金曜 8:30 - 9:30 | 1965年10月1日 - 1970年1月30日 |
| 福島県                 | 福島中央テレビ（FCT）                 | 日本テレビ系列 テレビ朝日系列 | 月曜 - 金曜 8:30 - 9:30 | 1970年2月2日（サービス放送開始） - 1981年9月30日 （1971年9月まではフジテレビ系列・NETテレビ系列とのクロスネット局）                                                                   |
| 福島県                 | 福島放送（KFB）                       | テレビ朝日系列                | 月曜 - 金曜 8:30 - 9:30 | 1981年10月1日開局当日から |
| 山梨県                 | 山梨放送（YBS）                       | 日本テレビ系列                | 月曜 - 金曜 8:30 - 9:30 | 開始時期不明 |
| 新潟県                 | 新潟放送（BSN）                       | TBS系列                       | 月曜 - 金曜 8:30 - 9:30 | 1968年9月 - 1981年3月27日 |
| 新潟県                 | 新潟総合テレビ（NST）                 | フジテレビ系列 テレビ朝日系列 | 月曜 - 金曜 8:30 - 9:30 | 1981年3月30日 - 1983年9月30日 |
| 新潟県                 | 新潟テレビ21（NT21）                  | テレビ朝日系列                | 月曜 - 金曜 8:30 - 9:30 | 1983年10月3日（開局3日目）から |
| 長野県                 | 信越放送（SBC）                       | TBS系列                       | 月曜 - 金曜 8:30 - 9:30 | 1965年10月1日 - 1980年9月30日 |
| 長野県                 | テレビ信州（TSB）                     | 日本テレビ系列 テレビ朝日系列 | 月曜 - 金曜 8:30 - 9:30 | 1980年10月1日開局当日 - 1991年3月29日 |
| 長野県                 | 長野朝日放送（ABN）                   | テレビ朝日系列                | 月曜 - 金曜 8:30 - 9:30 | 1991年4月1日開局当日から |
| 静岡県                 | 静岡放送（SBS）                       | TBS系列                       | 月曜 - 金曜 8:30 - 9:30 | 1965年7月 - 1978年9月29日 |
| 静岡県                 | 静岡けんみんテレビ（SKT）             | テレビ朝日系列                | 月曜 - 金曜 8:30 - 9:30 | 1978年10月2日から （1979年6月までは日本テレビ系列とのクロスネット局） 現・静岡朝日テレビ（SATV）                                                                                      |
| 富山県                 | 北日本放送（KNB）                     | 日本テレビ系列                | 月曜 - 金曜 8:30 - 9:30 | 初回から放送 |
| 石川県                 | 北陸放送（MRO）                       | TBS系列                       | 月曜 - 金曜 8:30 - 9:30 | 1965年11月1日 - 1991年9月30日 |
| 石川県                 | 北陸朝日放送（HAB）                   | テレビ朝日系列                | 月曜 - 金曜 8:30 - 9:30 | 1991年10月1日開局当日から |
| 福井県                 | 福井放送（FBC）                       | 日本テレビ系列                | 月曜 - 金曜 8:30 - 9:30 | 1966年から |
| 中京広域圏             | 中部日本放送（CBC）                   | TBS系列                       | 月曜 - 金曜 8:30 - 9:30 | 初回 - 1964年9月30日 |
| 中京広域圏             | 名古屋テレビ（NBN）                   | テレビ朝日系列                | 月曜 - 金曜 8:30 - 9:30 | 1964年10月1日から （1973年3月までは日本テレビ系列とのクロスネット局） |
| 近畿広域圏             | 毎日放送（MBS）                       | NETテレビ系列                 | 月曜 - 金曜 8:30 - 9:30 | 初回 - 1975年3月27日（腸捻転解消に伴う移行） |
| 近畿広域圏             | 朝日放送（ABC）                       | テレビ朝日系列                | 月曜 - 金曜 8:30 - 9:30 | 1975年3月31日から（腸捻転解消に伴う移行） （現・朝日放送テレビ） |
| 鳥取県                 | 日本海テレビ（NKT）                   | 日本テレビ系列                | 月曜 - 金曜 8:30 - 9:30 | 日本海テレビ：1966年1月5日 - 1989年9月29日 山陰放送：1972年9月22日から （鳥取・島根相互乗り入れによる） （1972年9月22日 - 1989年9月29日、2局同時放送）                                |
| 鳥取県                 | 山陰放送（BSS）                       | TBS系列                       | 月曜 - 金曜 8:30 - 9:30 | 日本海テレビ：1966年1月5日 - 1989年9月29日 山陰放送：1972年9月22日から （鳥取・島根相互乗り入れによる） （1972年9月22日 - 1989年9月29日、2局同時放送）                                |
| 島根県                 | 山陰放送（BSS）                       | TBS系列                       | 月曜 - 金曜 8:30 - 9:30 | 山陰放送：1966年4月4日から 日本海テレビ：1972年9月22日 - 1989年9月29日 （鳥取・島根相互乗り入れによる） （1972年9月22日 - 1989年9月29日、2局同時放送）                                |
| 島根県                 | 日本海テレビ（NKT）                   | 日本テレビ系列                | 月曜 - 金曜 8:30 - 9:30 | 山陰放送：1966年4月4日から 日本海テレビ：1972年9月22日 - 1989年9月29日 （鳥取・島根相互乗り入れによる） （1972年9月22日 - 1989年9月29日、2局同時放送）                                |
| 広島県                 | 中国放送（RCC）                       | TBS系列                       | 月曜 - 金曜 8:30 - 9:30 | 中国放送：1964年4月6日 - 1971年4月2日 広島ホームテレビ：1970年10月1日サービス放送開始当日から （1970年10月1日 - 1971年4月2日、2局同時放送）                                           |
| 広島県                 | 広島ホームテレビ（UHT→HOME）          | テレビ朝日系列                | 月曜 - 金曜 8:30 - 9:30 | 中国放送：1964年4月6日 - 1971年4月2日 広島ホームテレビ：1970年10月1日サービス放送開始当日から （1970年10月1日 - 1971年4月2日、2局同時放送）                                           |
| 山口県                 | 山口放送（KRY）                       | 日本テレビ系列 テレビ朝日系列 | 月曜 - 金曜 8:30 - 9:30 | 1966年4月4日から （1978年10月からクロスネット局） |
| 徳島県                 | 四国放送（JRT）                       | 日本テレビ系列                | 月曜 - 金曜 8:30 - 9:30 | 1966年7月4日から 小川宏ショー（フジテレビ）からネット切り替え。 |
| 香川県                 | 西日本放送（RNC）                     | 日本テレビ系列                | 月曜 - 金曜 8:30 - 9:30 | 1965年3月1日ネット開始 瀬戸内海放送でのネット開始後もしばらくの間2局同時でネット継続                                                                                                  |
| 香川県 →香川県・岡山県 | 瀬戸内海放送（KSB）                   | テレビ朝日系列                | 月曜 - 金曜 8:30 - 9:30 | 1970年3月30日から、当初は香川県のみ放送 1979年4月2日から相互乗り入れに伴い岡山県でも放送                                                                                              |
| 愛媛県                 | 南海放送（RNB）                       | 日本テレビ系列                | 月曜 - 金曜 8:30 - 9:30 | 1965年11月1日から |
| 高知県                 | 高知放送（RKC）                       | 日本テレビ系列                | 月曜 - 金曜 8:30 - 9:30 | 1966年1月10日から |
| 福岡県                 | 九州朝日放送（KBC）                   | テレビ朝日系列                | 月曜 - 金曜 8:30 - 9:30 | 1964年10月のNETテレビ系列フルネット化時から放送 （1964年9月まではフジテレビ系列とのクロスネット局）                                                                                   |
| 長崎県                 | 長崎放送（NBC）                       | TBS系列                       | 月曜 - 金曜 8:30 - 9:30 | 1965年6月1日 - 1990年3月30日 10月7日はこの日に開催される長崎くんち中継の特別番組を放送のため、平日がこの日に当たった場合はネット返上                                                  |
| 長崎県                 | 長崎文化放送（NCC）                   | テレビ朝日系列                | 月曜 - 金曜 8:30 - 9:30 | 1990年4月2日（開局2日目）から |
| 熊本県                 | 熊本放送（RKK）                       | TBS系列                       | 月曜 - 金曜 8:30 - 9:30 | 開始時期不明 - 1989年9月29日 |
| 熊本県                 | 熊本朝日放送（KAB）                   | テレビ朝日系列                | 月曜 - 金曜 8:30 - 9:30 | 1989年10月2日（開局2日目）から |
| 大分県                 | 大分放送（OBS）                       | TBS系列                       | 月曜 - 金曜 8:30 - 9:30 | 1968年9月から |
| 宮崎県                 | 宮崎放送（MRT）                       | TBS系列                       | 月曜 - 金曜 8:30 - 9:30 | 1968年から |
| 鹿児島県               | 南日本放送（MBC）                     | TBS系列                       | 月曜 - 金曜 8:30 - 9:30 | 開始時期不明 - 1982年9月30日 |
| 鹿児島県               | 鹿児島放送（KKB）                     | テレビ朝日系列                | 月曜 - 金曜 8:30 - 9:30 | 1982年10月1日開局当日から |
| 沖縄県                 | 琉球放送（RBC）                       | TBS系列                       | 月曜 - 金曜 8:30 - 9:30 | 1968年12月23日から |

先述の通り、青森県と宮城県は、当該区域内の全放送局で当該番組の放送実績を持つ。

## 備考

### 第2期

#### 特別番組
- 2017年以降、毎年1月1日には『羽鳥慎一モーニングショー 新春特大スペシャル』と題し、6:00 - 11:45に大幅枠大した元日スペシャルを放送している[注 57]。なお、この特番は1月1日が通常当番組の放送が無い土曜・日曜と重なる場合でも放送される[95][96][97]。『グッド!モーニング』及び『サンデーLIVE!!』の代替を兼ねているため、このスペシャルに限り本番組では通常取り上げないスポーツ紙の紙面（主に芸能人の結婚発表）や芸能ニュース（主に前夜放送の『NHK紅白歌合戦』）が紹介される。なお、福井放送は日本テレビの元日特番（『新春シューイチ〜ネンイチ〜』など）のネット受けを優先するため、曜日を問わず元日スペシャルはネットされない。
- 2019年4月30日は、通常放送に加え18:30 - 21:54に『羽鳥慎一 モーニングショー夜の特大版 今夜決定!あなたが選ぶ平成ニッポンのヒーロー総選挙』を別途放送（系列外のネット局は本来の系列特番放送のため非ネット）。
- 2023年12月27日は、通常放送に加え、18:00 - 21:54に『羽鳥慎一モーニングショー 2023年をザワつかせたニュース100連発!!』を別途放送[98]。

##### 重大ニュース・他番組放送時の対応
- 番組放送中もしくは開始前に重大なニュース・自然災害が発生した場合、放送時間を拡大する場合がある。ただし、その場合福井放送では9:55飛び降り（定刻終了）となる。また、逆に拡大パートがANN報道特別番組扱いとなった際、通常当番組をネットしていないテレビ宮崎が拡大パートのみ臨時ネットする場合がある。
- 2019年まで、毎年6月の『全米オープンゴルフ』の最終日と重なる場合、当番組は放送休止もしくは時間変更となる場合があった。その場合、福井放送ではテレビ朝日側が用意した裏送り代替番組を放送した。
- 毎年8月の『全国高校野球選手権大会』の開幕日が平日と重なった場合、ANN系列フルネット24局および福井放送では9:00頃から朝日放送テレビ制作の開会式中継を放送するため、該当日の当番組は中継開始前までの短縮放送となる（2020年、2024年を除く）。2024年は8:30頃から当番組の枠内で放送している。ただし、朝日放送テレビは開会式中継の前枠で近畿地方向けの開幕直前特番を放送する関係上いずれにせよネット返上とする。
- 2021年7月14日は、番組内で日本時間9:00試合開始の『MLBオールスターゲーム2021』を部分的ではあるが生中継した。なお、ANN系列フルネット24局においては当番組終了後の9:55 - 12:45にも同試合の模様を単独番組扱いで生中継した。

##### その他の事象による主な時間変更・休止事例
上述以外の特番などによる放送休止・放送時間変更などは以下の通り。
- 2015年12月31日・2016年1月1日：年末年始特別編成のため、放送休止。なお、2016年1月1日はANN系列フルネット24局でのみ、6:00 - 11:45に羽鳥が司会の大型生放送特番『開運!羽鳥慎一のお騒がせ新年会2016』が放送された。
- 2016年8月10日：ANN系列フルネット24局において9:00 - 12:15に『リオデジャネイロオリンピック2016』中継を放送のため、55分短縮（8:00 - 9:00）。
- 2017年1月2日・3日、2018年1月2日・3日：年始特別編成のため、放送休止。
- 2018年2月23日：ANN系列フルネット24局において9:30 - 14:40に『ピョンチャンオリンピック2018』中継を放送のため、25分短縮（8:00 - 9:30）。
- 2018年6月25日：ANN系列フルネット24局において8:00 - 10:25に『サッカー・2018 FIFAワールドカップ予選リーグ 「日本×セネガル」』録画中継を放送のため、放送休止。なお、系列外ネット局では各局別の自主編成番組で穴埋めした。
- 2018年12月31日、2019年1月2日・3日：年末年始特別編成のため、放送休止。
- 2019年4月30日：「平成最後の朝拡大SP」として、30分拡大（8:00 - 10:25[注 58]）。なお、この日は前述の通り夜にANN系列フルネット24局でのみ特番も別途放送された。
- 2019年12月30日・31日、2020年1月2日・3日：年末年始特別編成のため、放送休止。
- 2020年12月30日・31日：年末特別編成のため、放送休止。
- 2021年8月6日：ANN系列フルネット24局において4:55 - 23:00に『東京オリンピック2020』中継を放送[注 59]のため、放送休止。なお、系列外ネット局では各局別の自主編成番組で穴埋めした。
- 2021年12月30日・31日、2022年1月3日・12月30日、2023年1月2日・3日、2024年1月2日・3日：年末年始特別編成のため、放送休止。
- 2023年3月22日：7:00から『2023 ワールド・ベースボール・クラシック 決勝戦』中継を放送のため、放送休止[99][100][101]。なお、系列外ネット局では共通の別番組で穴埋めした。
- 2023年7月12日：ANN系列フルネット24局において9:00 - 12:45に『MLBオールスターゲーム2023』中継を放送のため、55分短縮（8:00 - 9:00）。なお、同日の番組内容のほとんどが、同試合中継に特別解説として出演の栗山英樹（野球日本代表前監督）とのトークや、同試合出場予定の大谷翔平・千賀滉大関連の話題だった。
- 2025年7月16日：『MLBオールスターゲーム2025』中継を放送のため、55分短縮予定（8:00 - 9:00）[102]。

### 共通事項

#### 放映権移行や他系列局のネット打ち切り
- 本番組は放送開始当初は『小川宏ショー』を放送していたフジテレビ系列局（フジテレビ系と他系列とのクロスネット局も含む）以外の他系列がローカル枠だったため、日本テレビ系列メインのクロスネット局や系列外におけるネット局が増加していった。1980年代後半以降はテレビ朝日系列新局の開局と共に放映権移行が相次いだ一方で、テレビ岩手・山梨放送・日本海テレビはテレビ朝日系列新局への放映権移行を行わずに本番組のネット打ち切りとなっている。

- テレビ朝日系列新局開局やネットチェンジで放映権が移行した旧ネット局や、本番組をテレビ朝日系列新局へ放映権移行を行わずに打ち切った21局で切り替えた番組は以下の通り（予定も含む。後番組がローカル枠の番組は除く、本番組の放映権移行や打ち切り後の系列：◎=日本テレビ系列、○=TBS系列、△=フジテレビ系列、●=日本テレビ系列・テレビ朝日系列、▲=フジテレビ系列・日本テレビ系列）

| 放送対象地域           | 放送局                                   | 後番組                                                                        | 後番組の 開始時期 | 備考 |
| ---------------------- | ---------------------------------------- | ----------------------------------------------------------------------------- | ----------------- | --- |
| 青森県                 | 青森テレビ                               | モーニングジャンボ奥さま8時半です （TBS）                                     | 1975年3月31日     | ○ANN脱退・JNN正式加盟に伴うネット開始 本番組は青森放送へ放映権再移行 |
| 青森県                 | 青森放送                                 | ルックルックこんにちは （日本テレビ）                                         | 1991年10月1日     | ◎青森朝日放送開局に伴うNNSフルネット化でネット開始 |
| 岩手県                 | 岩手放送 （現：IBC岩手放送）             | 小川宏ショー （フジテレビ）                                                   | 1969年12月1日     | ○テレビ岩手開局に伴いネット開始 |
| 岩手県                 | テレビ岩手                               | ルックルックこんにちは （日本テレビ）                                         | 1980年1月7日      | ●（1980年3月まで）◎（1980年4月から） 本番組打ち切り（メイン系列への番組に変更）に伴い 時差ネット（9:30 - 10:25）からフルネット（8:30 - 10:25）に変更 |
| 宮城県                 | 仙台放送                                 | 小川宏ショー （フジテレビ）                                                   | 1965年5月1日      | ▲（1970年9月まで）△（1970年10月から） フジテレビ系列朝のワイドショー枠設立に伴う変更 本番組は東北放送へ放映権移行 |
| 秋田県                 | 秋田放送                                 | ルックルックこんにちは （日本テレビ）                                         | 1992年10月1日     | ◎秋田朝日放送開局に伴い 時差ネット（9:30 - 10:25）から日本テレビとの同時ネット（フルネット、8:30 - 10:00）に変更 |
| 山形県                 | 山形放送                                 | ルックルックこんにちは （日本テレビ）                                         | 1993年4月1日      | ◎山形テレビのネットチェンジに伴うNNSフルネット化でネット再開 |
| 福島県                 | 福島中央テレビ                           | ルックルックこんにちは （日本テレビ）                                         | 1981年10月1日     | ◎福島放送開局に伴うNNSフルネット化で 時差ネット（9:30 - 10:25）からフルネット（8:30 - 10:25）に変更 |
| 山梨県                 | 山梨放送                                 | ZIP!・第2部 （日本テレビ） DayDay.（月 - 木曜第1部・金曜全編） （日本テレビ） | 2023年4月3日      | ◎本番組打ち切りに伴う変更 |
| 新潟県                 | 新潟放送                                 | モーニングジャンボ奥さま8時半です （TBS）                                     | 1981年3月30日     | ○新潟総合テレビへの本番組の放映権移行でネット開始 |
| 新潟県                 | 新潟総合テレビ （現：NST新潟総合テレビ） | おはよう!ナイスデイ （フジテレビ）                                            | 1983年10月3日     | △新潟テレビ21開局に伴うFNN・FNSフルネット化で フジテレビ系列朝のワイドショーの2年半ぶりのネット再開 |
| 長野県                 | 信越放送                                 | モーニングジャンボ奥さま8時半です （TBS）                                     | 1980年10月1日     | ○テレビ信州開局に伴うネット開始 |
| 長野県                 | テレビ信州                               | ルックルックこんにちは （日本テレビ）                                         | 1991年4月1日      | ◎長野朝日放送開局に伴うNNSフルネット化（NNS加盟）で 時差ネット（9:30 - 10:25）から日本テレビとの同時ネット（フルネット、8:30 - 10:00）に変更 |
| 静岡県                 | 静岡放送                                 | モーニングジャンボ奥さま8時半です （TBS）                                     | 1978年10月2日     | ○本番組の静岡県民放送への放映権移行に伴いネット開始 |
| 石川県                 | 北陸放送                                 | モーニングEye （TBS）                                                         | 1991年10月1日     | ○北陸朝日放送開局に伴いネット開始 |
| 近畿広域圏             | 毎日放送                                 | モーニングジャンボ奥さま8時半です （TBS）                                     | 1975年3月31日     | ○腸捻転解消に伴い朝日放送から放映権移行 |
| 鳥取県 →鳥取県・島根県 | 日本海テレビ                             | 朝の連続ドラマ （読売テレビ） ルックルックこんにちは （日本テレビ）           | 1989年10月2日     | ◎本番組打ち切りに伴う変更 『朝の連続ドラマ』は時差ネット（10:25 - 10:50）から読売テレビとの同時ネット（8:30 - 8:55）に変更 『ルックルック』は時差ネット（9:30 - 10:25、一部コーナーをカット）から時差ネット（8:55 - 10:25、読売テレビと同一編成並びにフルネット）に変更 |
| 広島県                 | 中国放送                                 | モーニングジャンボ （TBS）                                                    | 1971年4月5日      | ○広島ホームテレビへの一本化に伴いネット開始 |
| 長崎県                 | 長崎放送                                 | モーニングEye （TBS）                                                         | 1990年4月2日      | ○長崎文化放送開局に伴いネット開始 |
| 熊本県                 | 熊本放送                                 | モーニングEye （TBS）                                                         | 1989年10月2日     | ○熊本朝日放送開局に伴いネット開始 |
| 鹿児島県               | 南日本放送                               | モーニングジャンボ奥さま8時半です （TBS）                                     | 1982年10月1日     | ○鹿児島放送開局に伴いネット開始 |

##### テレビ岩手のネット打ち切り
- テレビ岩手は1979年秋の改編より、『アフタヌーンショー』から『お昼のワイドショー』に切り替えるなどサブ系列のテレビ朝日系列番組からメイン系列の日本テレビ系列番組への変更やテレビ朝日系列番組の打ち切り、テレビ朝日系列番組の岩手放送（現：IBC岩手放送、TBS系列）への放映権移行を順次行い、その一環として1979年12月31日をもって本番組を打ち切った。

##### 日本海テレビのネット打ち切り
- 日本海テレビは 鳥取県域局として開局したが、1972年9月22日に鳥取・島根の電波相互乗り入れで島根県にもエリアを拡大した。島根県では山陰放送（TBS系列）が島根県域局時代から本番組をネットしており、電波相互乗り入れ後も日本海テレビと山陰放送の2局で本番組を放送してきた。しかし、1989年4月に鳥取県の地元紙が本番組並びに月-金曜正午枠の2局同時放送を問題として取り上げたことから、これを受けて日本海テレビは1989年9月をもってテレビ朝日系スポンサードネット番組の打ち切りや山陰放送と山陰中央テレビ（フジテレビ系列）へのテレビ朝日系列番組の放映権移行を行うことになり、その一環として同年9月29日を以って本番組を月-金曜正午枠の時差ネット共々打ち切った。

##### 山梨放送のネット打ち切り
- 『モーニングショー』（第1期）からテレビ朝日系平日朝のワイドショーをネットしてきた山梨放送は2023年1月に日本テレビが同年春の平日朝帯の大改編を発表した際に、山梨放送でも前番組である『ZIP!』の放送時間を9時までに拡大する[103]と同時に、新番組である『DayDay.』をネットすることが発表され[104]、2023年3月31日をもって『モーニングショー』（第1期）から続けてきた本枠のネットを打ち切った。ちなみに山梨放送でのネット最終日となった同年3月31日の番組内では同局のネット打ち切りのお知らせ（告知）は行われなかったが、山梨放送ではこの日の番組終了時に自社送出で「YBSテレビでの『羽鳥慎一モーニングショー』は今日で終了します。長い間ご視聴ありがとうございました」というネット打ち切りを告知するテロップが表示された[注 60]。なお、山梨放送のネット打ち切りにより、テレビ朝日系列非加盟局でのネットは全廃され、2023年4月からはテレビ朝日系列24局+クロスネット局の福井放送を含めた計25局ネットとなった。

## 問題となった放送内容

### 韓国人男性による日本人女性暴行事件に対する青木理のコメント
- 2019年8月27日の放送で、当時のレギュラーコメンテーターである青木理が韓国国内で日本人女性が韓国人男性から暴行を受け怪我をした事件についての「ニュースになるほどのニュースではなく、大したことのない内容である」という趣旨の見解に対して批判が集まった[105]。加害者男性が被害者女性に対して韓国において日本人を侮蔑するときに用いられる「チョッパリ」という差別用語を発していたことについて「別にその今の時期じゃなくても日本人の悪感情を呼ぶ時には必ず使うものなんですよ」と説明し、ネット上で批判を浴びた[106]。

石平太郎は「青木さんからすれば、日本人女性が暴行されてもニュースになる価値はないし、韓国人が日本人に差別語を浴びせてもそれは差別ではない。彼らは結局、韓国人にはどこまでも優しいが、日本人にはどこまでも冷酷だ。彼らが普段に言っている『反差別』も『女性の人権』もただの嘘だ」と批判。崔碩栄も「『差別語って言うのも日本人を呼ぶ時に必ず使う言葉』100%無い。私はその言葉を使った覚えが無い。昨日もツイートしたが、代表的な差別語としてあげられてるのがそれ。『必ず使う言葉』？それこそ『韓国人全体=差別主義者』にする酷い発言だ。これは放送局に抗議したい」と怒りの声を上げた。

### 箕面滝水量問題の事実誤認発言
- 2020年1月21日、『羽鳥慎一モーニングショー』放送内において、玉川徹は「取材しましたよ箕面。トンネル掘ったら水が涸れちゃって、少なくなって、滝の水が少なくなったと確か取材した。回復したのかな？」と発言。これに対し箕面市の倉田哲郎市長は、2006年に一部メディアで取り上げられた「箕面滝がトンネル工事により水量が減少した」とされる誤報（箕面滝#人工滝騒動参照）を受けたものと認識し、事実誤認であるとして抗議と発言の訂正を要求。これを受けてテレビ朝日は、同月24日の同番組放送内で事実誤認を認め、謝罪した[108]。

### 新型コロナウイルス感染症の流行に関する報道
- 新型コロナウイルスの感染拡大と政府の対策について出演者の不安を煽るような発言や番組制作のあり方について、朝日新聞社会部記者[109]、小林よしのり[110]、江川紹子[111]、元木昌彦[112]、元テレビ朝日アナウンサーの川松真一朗東京都議会議員[113]、大阪維新の会の地方議員[113]などからの批判がある[114][115][116]。
- 玉川徹は番組の中で「僕、やっぱり感染症に関してはある種、煽ってるって言われるくらいでいいんじゃないかって、ずっと思ってやってきたんですよ。」と発言している[117]。これ対し出演していた弁護士の山口真由は、「私は感染症対策にやりすぎはないとは絶対に思わない」「10月の20代、40代女性の自殺が2倍に増えた」と誇大に不安を煽る言動を批判した[118]。
- 医師の木村盛世は2020年初頭に出演依頼があった際、番組関係者が「この話題は長引きますよ。この新型コロナ、ガンガン煽って、ガンガン行きましょう」という趣旨の発言があったと述べている[119]。
- 玉川徹はPCR検査について「本当にその中にウイルスがあったらほぼ100%近く感度はあるはず」と100%判定できると断言した。この主張にネットユーザーから疑問の声が上がり「PCRの感度は100%とか言う頭の悪い玉川徹や青木理のようなPCR真理教の皆さん」「おいおい、玉川徹は遂に記憶がオーバーフローしたのか? 現行のPCR検査の精度は『最大7割』って言ったじゃないか…。 PCR検査真理教は、ついに教義の補強に入ったぞ…」と、“PCR真理教”もしくは“PCR検査真理教”という新たな宗教を信仰しているかのように揶揄する意見もあった[120]。

さらに実際の検査精度が50%〜70%と言われていることについて「採った場所にいないとか、それから採り方がいま一つうまくなかったとか、そういう手技の部分とか」と発言し、検査精度の低さは検査技師の技術不足に原因があるとの持論を展開したことへネットユーザーから「技師のせいにするなよ」「玉川氏にはPCR検査の座学と実地で教育を受けてから発言させるべきでは?」「PCR検査を一から勉強し直して喋った方がいいよ」などと批判の声が寄せられた。

#### ダイヤモンド・プリンセス号乗客の顔写真の無断放送
- 2020年3月19日の放送で、以前の放送回で、集団感染が確認された客船「ダイヤモンド・プリンセス」の乗客夫妻に了解を得ることなく顔写真をそのまま放送したため、この夫妻は3回のPCR検査で陰性だったにもかかわらずスポーツジムや病院にも行けない状態であることを説明し、羽鳥は「番組側が配慮をするべきでした。大変申し訳ありませんでした」と謝罪した。しかし、羽鳥アナは続けて「そういったなかで、心ない差別的な行動は多く、決して許されることではありません」とコメントしたことから、番組の不手際を差別問題にすり替えていると批判された[122][123]。

#### PCR未検査の死亡者の火葬に関する誤解を招く報道
- 2020年4月7日の放送で、新型コロナウイルスのPCR未検査の死亡者について、遺族に会わせずに火葬を行っているという葬儀会社を取り上げた。この中で玉川徹は、肺炎死亡者の中に新型コロナウイルス感染者がいることを示唆し、「今まで日本は新型コロナの死者数が少なくて、『日本は優れた特徴があるんじゃないか』っていうようなことをいう人が結構いたんですけど、調べてないんですね。調べてない以上、分からないですよ」「もっともっと死者は多いかもしれない」とコメントした。しかし、葬儀会社社長を名乗るツイッターユーザーは「葬儀業者の勝手な判断で、肺炎患者を勝手に24時間以内に火葬することは出来ません。ツイッターで以前に否定したデマです」と番組内容を否定。「取材不足かわざとなのか、どちらにしろテレビで誤解を広めるのはデマですからやめてほしい」と批判した[124]。

#### PCR検査についての誤った発言および謝罪
- 2020年4月28日の放送で、玉川徹は前日の東京都の新型コロナウイルスの感染者数39人すべてが民間の検査機関によるもので、行政の検査機関は土日に休んでいたと発言した。さらに岡田晴恵も「全部、民間だというのは私も聞き及んでいます」と同調した。しかし、翌日の放送で、正しくは39人のなかに行政機関の検査によるものも多数含まれており、土日も休んでいなかったと誤りを訂正し、「このことにより、土日も働いてらっしゃる都庁関係者の皆様、保健所の皆様、そして検査機関の皆様、検体を採取する医療関係者の皆様、全てに多大なるご迷惑をお掛けしてしまいました。本当にすいませんでした」と謝罪した[125][126][127]。

#### 療養ホテルについての事実誤認発言
- 2020年5月1日の放送で、白鴎大教授の岡田晴恵は療養ホテルについて「療養なんですね、医療ではないので、お医者さんがいるわけでもないので」「まあ、急変すればすぐお医者さんがつくようにはなってるんだと思うんですけど、そこも多少改善は必要かと思います」と発言した[128]。

しかし、この発言に東京都議会議員の伊藤悠がツイッターで触れ「療養ホテルには日中、医師がついています。夜間は看護師がついています」「医師は日中は常駐していて、看護師は24時間体制で常駐し、急変などに対応できるようになっています」と指摘。「常駐の医師などはもちろん、その医療関係者の確保や調整に大変な労力を皆さんが尽くしていることをご承知ください」と呼び掛けた。

#### 自民党の会合に対する事実誤認の放送
- 2020年5月8日の放送で、前日に自民党本部で行われた会合で、議員から「これちょっと3密だよ、これ!」との大声が飛んだと報じたが、同党の和田政宗参議院議員は「これは私の前に座っていた議員が、会議室内で密集していたメディア記者達に対し発言したもので、この発言の前に『ちょっとメディア…、』と発言している」と事実誤認を指摘した[131][132][133]。

### テレビ朝日社員の東京オリンピック閉会式の打ち上げと女性社員の骨折に関する報道
- 2021年8月11日の放送で、玉川徹は2021年8月8日夜から9日未明にかけて2020年東京オリンピックの番組制作を担当したテレビ朝日社員6人と社外スタッフ4人の計10人が緊急事態宣言中に飲酒を伴う宴会を開き、宴会に参加した女性社員がかかとを骨折する重傷を負った件について謝罪し、「なぜこういうことが起きてしまったのか。調査委員会などを作って、すべて明らかにする必要があると私は思う」「すべて明らかにして、視聴者のみなさまにすべてお伝えする。そこからしか信頼は回復できないと思う」と発言した[134][135]。

#### 休業要請の2週間見送りについての変遷
- 2020年の新型コロナウイルス感染症の流行に対する緊急事態宣言の発出に際し、西村康稔新型コロナウイルス対策担当大臣は7都府県知事に対して休業要請を2週間見送るよう要求した。一方、東京都庁は休業要請を打ち出そうとしており、国と都が対立した。
- 2020年4月8日の放送で、番組に出演したジャーナリストの田﨑史郎は、休業要請の2週間先送りについて「それはおそらくね、西村担当大臣と尾身先生の話し合いのなかで出てきたことだと思います」と発言し、休業要請の2週間先送りは医学者の尾身茂との協議の結果だと主張した[136]。
- 2020年4月9日の放送では、田崎は、国が休業要請を2週間先送りにしようとしたのは医学者の西浦博の意見に基づくものだと主張した。田崎は、西村康稔に電話で聞いたと前置きしたうえで、専門家の「2週間やめたら効果が出る可能性があります」という意見を西村が都府県に伝えただけに過ぎないと主張した。さらに、その専門家が誰なのかという話題になると、田﨑は「それ、西浦さんがおっしゃっていますよね」「データ、先週の金曜日に出しましたでしょ? 彼の予測で」などと発言し、休業要請を2週間先送りしようとしたのは西浦の意見によるものと主張し、前日の発言を事実上撤回した[137]。この報道を知った西浦博は、そのような提案はしていないと反論し、「休業補償2週待つっていうニュース、耳を疑いました」とコメントし、「田崎さんのソースは官◯ですね。ぷんぷん。休業は補償つきで今すぐやらないといけません」と反論した[138]。さらに西浦は、田﨑の発言について「『西浦が2週様子を見てから休業補償』と言ったという田崎＝西村ラインの嘘話」と批判し、番組の放送内容を否定した[139]。

#### メイド喫茶の営業時間についての誤解を招く報道
- 2020年4月13日の放送で、秋葉原のメイド喫茶が東京都の営業短縮要請後に20時までの時短営業に切り替えていたにもかかわらず、あたかも全て通常通りに営業しているかのように報道した。このことについて、翌14日の放送で、羽鳥は「昨日の放送では、秋葉原のメイド喫茶『ハートオブハーツ』が東京都の要請にしっかりと従って時間を短縮して営業しているとこの番組では伝えませんでした。さらに営業自粛を要請される店舗や禁止されている潮干狩りの映像と並列して放送したことで、この店に対する誤解を招きました」と非を認め、「厳しい経営状況の中で働いている人の生活を守るために工夫をしながら営業を続けています。関係者の方に大変ご迷惑をおかけしました。申し訳ございませんでした」と謝罪した[140]。

#### 鉄道ファンを批判した報道での誤り
- 2020年5月20日の放送で、千葉市の蘇我駅に前日の19日、鉄道ファンが多く集まったとVTRで紹介したが、VTR内で使われた写真のうち1枚が3月に撮影されたものであったことが分かった。ネット上で鉄道ファンから「昨日の写真ではない」｢3月のジャカルタ配給の時の写真ではないか｣と疑問視する声が上がった他、Twitter上では一時的に「モーニングショーはクソ」というハッシュタグがトレンド入りする事態となり、番組内で誤りを認め、謝罪した[141]。前日には同様の虚偽報道事件がフジテレビ「バイキング」でもあった。

#### 連絡が取れない陽性者数の誤り
- 2020年7月14日の放送で、東京都で新型コロナウイルス検査の陽性者のうち479人と連絡が取れなくなっており、出歩いたり仕事を継続している恐れがあると伝えた。岡田晴恵は「甘く見ちゃいけません」と警告し、玉川徹は「あり得ない」「国会通年でやれ! つーの」と批判した[142][143]。小池百合子都知事は「何百人も連絡が取れないというのは大きな誤りだ。引き続き連絡が取れなくなるような方に対しては、注意を払う必要があると思うが現時点で1人だ」と述べた[144]。

#### 高橋洋一についての事実誤認発言
- 2021年5月11日の放送で、玉川徹は当時内閣官房参与であった高橋洋一について「内閣官房参与は総理に直接会って助言をする立場ですね。逆に言えば総理は助言を得るために国税を使ってわざわざ任命しているんですよ」と発言した。これに対し高橋は2021年5月12日に自身のYouTubeチャンネルを更新し、「玉川さんが『国費を払って官房参与やっているんだから』っていう話をしていたんだけど、私自身に対する国費はありません。すべての経費について私は頂いておりません」と述べ、「誤解を受けるといけないから就任の時からちゃんと言ってる。一切のお金はいただきませんと」「資料請求ができるんでね。高橋何某について国費が払われているかどうかお問い合わせいただければ、一銭も払われてませんという回答があるだけ」「テレビで不正確なことを言ってしまう方が問題じゃないですか。報道っていうのはきちんと調べてから、不正確なことは言うべきじゃない」と批判した[145]。

その後、玉川やテレビ朝日から訂正するコメントなどは出ていない。玉川の一方的な主張のみが放送されたため「欠席裁判は公平性を欠く」との指摘もあったが、玉川と高橋の番組内での討論は行われなかった。

### 帯状疱疹ワクチンについての事実誤認発言と謝罪
- 2022年6月1日の放送で、玉川徹は帯状疱疹ワクチンについて「50歳以上は保険がききますので」と発言した。しかし、帯状疱疹ワクチンは保険適用ではなく、自治体によっては助成金が支給されることもあるが基本的に自費での接種となる。玉川の発言後、番組を視聴していたという、世田谷そのだ皮膚科の園田広弥医師はツイッターで「帯状疱疹ワクチンは保険きかないです!!訂正してくれー」とツイートした[148]。

翌日の放送で玉川は「勘違いしていました。すみませんでした」と頭を下げた。この発言は1日に番組の公式ホームぺージでも『本日の放送について』と題し「本日の放送で、出演者から帯状疱疹のワクチンが保険適用されるという発言がありましたが、 保険適用はされません。 自治体によって費用を助成するところもあるということです。お詫びして訂正します」と謝罪していた。

### 反社会的勢力と北朝鮮に関連する団体についての発言と謝罪
- 2022年9月9日の放送で、玉川徹は「そこに反社会勢力がいたらどうするんですか？そこに北朝鮮の人たちの作っている団体、そういうふうなのいたらどうするんですか?」と発言した[150]。 この日のエンディングで玉川は司会の羽鳥に促される形で釈明を始め「反社会的勢力と北朝鮮に関わる団体ということで2つ並べて話しちゃったんですけど」「これ並べて話したので同列だっていうふうに受け止られかねないので、不適切だったと思います。すみませんでした」と頭を下げて謝罪した[151]。

### 安倍晋三の国葬における菅義偉の弔辞についての事実誤認発言
- 2022年9月28日の放送で、安倍晋三元首相の国葬での菅義偉前首相の弔辞について玉川は、「僕は演出側の人間としてテレビのディレクターをやってきましたから、それはそういう風に作りますよ。政治的意図がにおわないように。制作者としては考えますよ。当然これ電通入ってますからね」と発言したが、翌29日の同番組放送内で「電通は全く関わっていないということがわかりました。関係者の皆様、視聴者の皆様、訂正して謝罪致します。申し訳ありませんでした。」と自身の嘘を認め、謝罪した[152][153]。

テレビの制作サイドが政治的意図を隠しつつ故意に視聴者を誘導した過去があり、制作サイドとしてはそれが当然のことであると解釈できる発言であるため、その点にも批判が集まった。
その後、テレビ朝日は10月4日付で玉川に「（放送内で）事実に基づかない発言をした」として出勤停止10日間の懲戒処分を下したことを発表した（ただし、同日の放送は処分発表前のため、出演している）。また、報道局情報センター長、同センターチーフプロデューサー（羽鳥慎一モーニングショー担当）について管理監督責任を問い、譴責処分とした。テレビ朝日の篠崎浩社長は定例記者会見で「今後は再発防止に向けてさらに指導を徹底する。関係者、視聴者の皆さまに心からおわび申し上げる」と話し、電通にも謝罪したことを明らかにしている。
謹慎期間明けの10月19日の番組冒頭、玉川が一連の経緯について謝罪した。謹慎期間後、玉川は取材したことをスタジオでリポートする形式で不定期の出演を続けていたが、2023年4月3日の放送で本格復帰を発表した。

### 米・小麦に関する発言
- 2023年4月26日、玉川氏は、農業の人材不足に関する自身の取材に基づき、現在ほぼ輸入頼みの小麦が将来的に日本に入ってこなくなる可能性に言及。スタジオの議論で、「農家は米の生産をやめて小麦とかにいってほしい」「食べないもの作ってもしょうがない」などと発言した。農林水産省の『食生活・ライフスタイル調査』（2022年度）によれば、3食の食事別に見た主食の割合は、【朝食】米食18％、パン食47％、麺類3％【昼食】米食40％、パン食12％、麺類28％【夕食】米食59％、パン食4％、麺類15％となっており、「（日本人が）米を食べない」というのは事実無根である。

### 玉川徹が解説者に怒鳴る高圧的な態度が炎上
- 2024年1月4日、羽田空港で起きたJAL機と海上保安庁機の衝突炎上事故の解説に来ていた元JALの機長に、玉川氏が「そういうことを聞いてるんじゃなくて！！」と怒鳴った場面があり、パワハラであるとの非難の声が多数上がる等ネット上で炎上した。

### 放送内容についてマッチポンプの指摘
- 2024年4月4日は『満開を待つ時のワキ腹のストレッチ』、5日には『わぁキレイ!お花見スクワット』というストレッチが紹介されており、その後の4月9日では、お花見客の迷惑行為特集がされたことについて、マッチポンプ報道ではないか、という声が出ている。

### インタビュー映像でのトラブル
- 2024年4月8日のお花見客の迷惑行為特集で、お花見の最中に2歳の娘が迷子になり、父親が警察に事情聴取されるシーンが放送された。父親は、番組のスタッフからインタビューの依頼を受け、一度断ったが、スタッフから「どうしても」と言われ、「絶対に顔を映さない」という条件でインタビューを受けたという。しかし、父親と娘の顔がはっきりとわかるように映し出されていたため、父親がX上で番組に対し抗議をし、しかるべき措置を取るとした。

### 玉川徹が参議院選挙の投票率が上がったことを批判
2025年7月21日､前日に行われた第27回参議院議員通常選挙の投票率が前回の参議院選挙と比べて5ポイント上昇したと紹介された｡このことについて玉川徹は､｢ここ10年､どんどん選挙に行かなくなった人が(今回は選挙に)行った｡そういう人､誰が行ったかを分析しないといけない｣､｢今まで選挙に興味がない､政治に興味のない人がたまたまSNSやショート動画を見て､そこで触れてっていう話｣､｢選挙に行く人は基本的に､政治とかの基本知識を持っている人が行っていたんですよ｡それで大体5割ぐらいの人が」､｢ところがそういうものがない､学校だって教えないんだから｡近現代史､教えないんだから｡そういうことさえ知らない､いま与党と野党がどうなっているかも知らない､そういう人がSNSで初めて触れて､それも全然違うところで､アルゴリズムで飛んできた情報に触れて､それに感化されて行動起こした人が相当数いるっていうことです｣と発言した｡
さらに､SNSの情報を参考にして投票に行く人が増えることについて､｢それが社会にどんな影響を与えるか分からない｡未知数｡今までは投票率が上がるのはいいことだと思っていたんですけど､果たしてどうだろう｣､｢これからの日本を考えたとき､10年後振り返ったとき……という感じは思っているので､この比例の投票は分析したい｣と発言した｡
玉川の主張はSNSでも拡散され､｢自分に都合悪いからってそれは無いんじゃない?｣､｢国民の選挙権をなんだと思ってる､､｣､｢ふだんから『投票率低いと既存政党の自民党を利するんですよ､投票率上げましょう､若者の低い投票率が問題です』って言ってたのに､自分にそぐわない選挙結果になったら『政治を知らない若者が投票』ってのは､非常にご都合主義｣､｢知識がなければ投票に行くな､とでも受け取られるような言い方は不適切だと思う｡投票率が上がること自体は民主主義においては正常｣､｢あんなに無党派層やら若者に選挙へ行け!と騒いでいたのに｣､｢国民を馬鹿にしているのか!｣などの声が続出している｡
批判の声は著名人からも挙がっている｡アイドルグループ･仮面女子の猪狩ともかはその翌日､｢まるで自分は利口な側にいるような言い振り｡『投票は知識がある人だけの権利』とでも言いたいのでしょうか｡あれだけ選挙に行け行けと言っていたメディア側の人間が､次は知識がない人間は選挙に行くなでは通らないでしょう｣｢まずは投票率が上がったことを喜び､さらに投票率を上げるにはどうしたらいいか?国のために良き政策を取ってくれるのはどの政党か?など一人一人考えて次に進めればいいと思います｣とXで批判した｡
また､漫画家の倉田真由美は｢政治の知識がない人は選挙行ったらいかんのか｡左派の『エリートが愚民を導く』的な思想が凝縮された発想｣｢『投票率が上がることは必ずしもよくない』という発想になること､これはもうその人の中で民主主義が死んでいるということだ｣とXで批判した｡